# Jurbise
Jurbise (nld. Jurbeke, pcd. Djurbize) – miejscowość i gmina w południowej Belgii, w Regionie Walońskim, w prowincji Hainaut, w okręgu Mons. 1 stycznia 2024 r. liczyła 10 868 mieszkańców.

## Podział administracyjny
W skład gminy wchodzi pięć dzielnic (section):
- Erbaut
- Erbisœul
- Herchies
- Masnuy-Saint-Jean
- Masnuy-Saint-Pierre